# Zuniceratops
A Zuniceratops (jelentése 'zuni szarv arcú', az észak-amerikai pueblo indián törzsre utalva) a ceratopsia dinoszauruszok egyik neme, amely a késő kréta időszakban, a középső turoni korszakban élt, a mai Egyesült Államok Új-Mexikó államának területén. Körülbelül 10 millió évvel korábban élt az ismertebb Ceratopsidae család tagjainál, így betekintést enged az őstörténetükbe.
A Zuniceratops körülbelül 3–3,5 méter hosszú, a csípőjénél nagyjából 1 méter magas lehetett. A tömegét 100–150 kilogrammra becsülik. A nyakfodra lyukas, de hiányoztak róla a hegyes csontok (az epoccipitalok). Ez a legkorábbi ismert ceratopsia, amely szemöldökszarvval rendelkezett, és egyben a legrégebbi észak-amerikai ceratopsia. A szarvairól azt feltételezik, hogy a kor előrehaladtával nagyobbá váltak.

## Felfedezése
A Zuniceratopsot 1996-ban fedezte fel a nyolcéves Christopher James Wolfe, Douglas G. Wolfe őslénykutató fia, a Moreno Hill formációban, Új-Mexikó középnyugati részén. Egy koponya, és több egyed csontjai kerültek elő. Később egy darabot, egy feltételezett squamosális csontot a Nothronychus ülőcsontjaként azonosítottak.

## Osztályozás

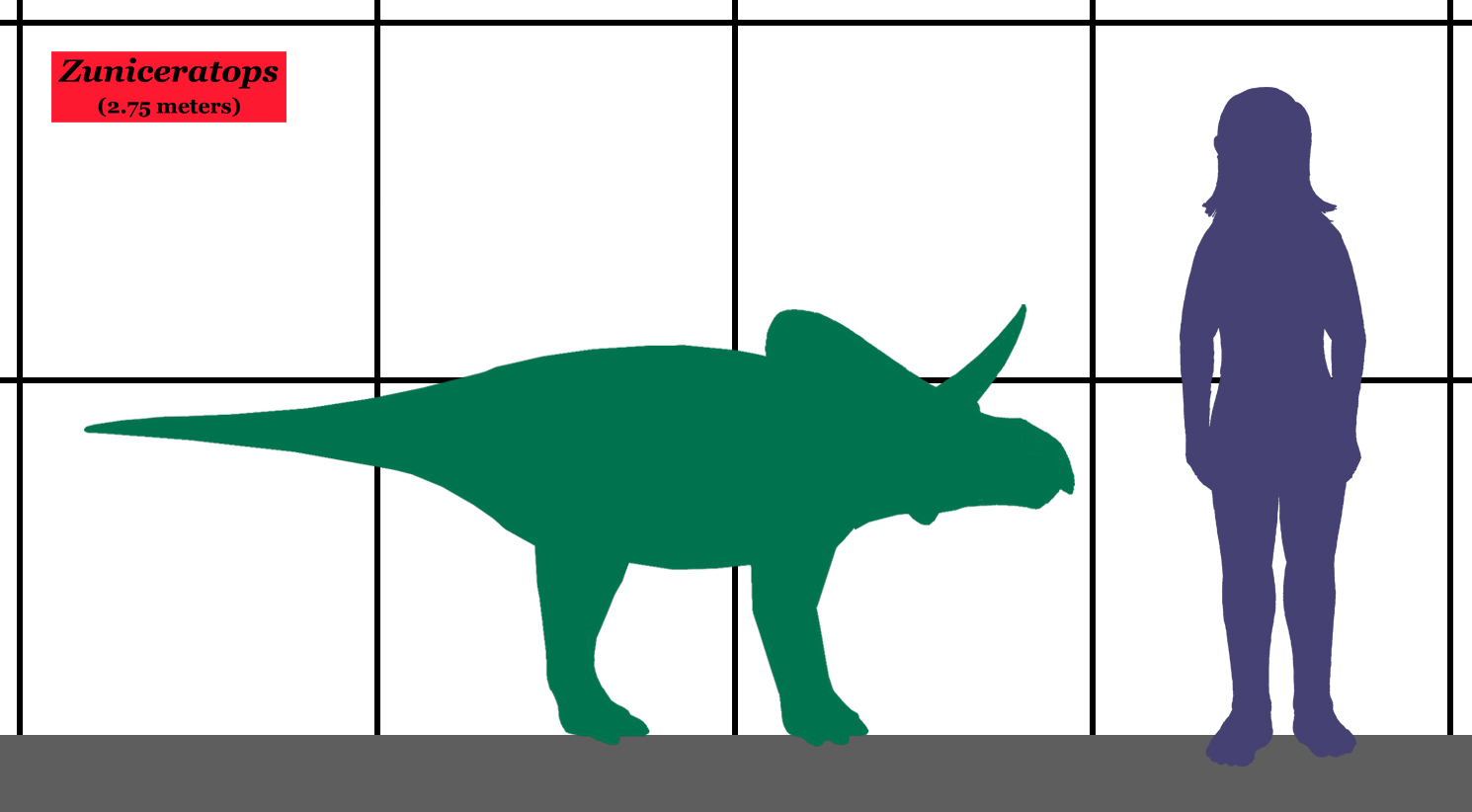
A Zuniceratops és a mai ember méretének összehasonlítása

A Zuniceratops példa a korai ceratopsiák és a késői, nagyobb szarvakkal és nyakfodorral rendelkező ceratopsidák közötti evolúciós átmenetre. Azt az elméletet támogatja, ami szerint a ceratopsia dinoszauruszok fejlődési vonala Észak-Amerikába nyúlik vissza.
Az elsőként felfedezett példánynak egyszerű gyökerű (a ceratopsiák között szokatlan) fogai voltak, míg a későbbi fosszíliák foga dupla gyökerű. Ez azt bizonyítja, hogy a fogak az idősebbeknél dupla gyökerűvé váltak.
A Zuniceratops a többi ceratopsiához hasonlóan növényevő volt és feltehetően csordában élt.

## Popkulturális hatás
A Zuniceratops látható a Discovery Channel Dinoszauruszok, az ősvilág urai (When Dinosaurs Roamed America, 2001) című műsorában.

## Fordítás
- Ez a szócikk részben vagy egészben a Zuniceratops című angol Wikipédia-szócikk ezen változatának fordításán alapul.  Az eredeti cikk szerkesztőit annak laptörténete sorolja fel. Ez a jelzés csupán a megfogalmazás eredetét és a szerzői jogokat jelzi, nem szolgál a cikkben szereplő információk forrásmegjelöléseként.